# ICat
iCat (anteriorment iCat fm i iCat.cat) és una emissora de les quatre de Catalunya Ràdio la programació de la qual gira al voltant de la música i la cultura emergent.
Al començament, l'emissora disposava de canals temàtics exclusius que només s'emeten per internet: TotCat, un canal dedicat exclusivament a la música en català; iCat Món, de música d'arreu del món; iCat Rumba, la primera emissora de rumba catalana; iCat Jazz, especialitzat en jazz; i iCat Trònica, en música electrònica.

## Història
El 10 de febrer de 2006 es va anunciar que l'emissora Catalunya Cultura canviaria de nom i de programació, per a esdevenir exclusivament musical. La nova emissora, iCat fm, en referència a «internet Catalunya FM», va començar a emetre el 23 d'abril de 2006, aprofitant la diada de Sant Jordi. L'estrena de la nova emissora va despertar recels entre els directius de les ràdios privades catalanes, que temien que l'aposta per la radiofórmula fes la competència a les seves emissores. El temps, però, no va confirmar els seus temors i iCat fm mai no va superar les xifres d'audiència de Catalunya Cultura.
Sis anys més tard, en el marc de les retallades pressupostàries de la radiotelevisió pública catalana, es va anunciar que l'1 d'octubre de 2012 iCat FM deixava d'emetre per la FM i ho faria només per internet, amb el nom d'iCat.cat, i a partir d'aquell moment les freqüències que havia ocupat van quedar buides.
Després de cinc anys d'emissió exclusiva per internet, el Consell de Govern de la Corporació Catalana de Mitjans Audiovisuals (CCMA) va acordar el 5 d'abril de 2017, a proposta de la vicepresidenta, Núria Llorach, la recuperació de les emissions d'iCat.cat per les ones de la freqüència modulada a partir de la temporada 2017-2018. El CCMA també va aprovar establir els mecanismes de cooperació necessaris amb el Departament de Cultura de la Generalitat de Catalunya per a fer efectiu aquest retorn. Finalment, el 6 de setembre de 2017, l'emissora tornava a l'FM amb el nom d'iCat.

## Programes actuals i històrics
- Cabaret elèctric (2006-2016)[9]
- Delicatessen
- Generació digital
- Els experts (2012-actualitat)
- iCat Kids (2017-actualitat)
- Independents
- El celobert
- Jazz Watusi (2017-actualitat)
- Pista de fusta
- Entre caixes
- Sona9
- L'irradiador (2017-actualitat)
- iCatMans (2017-actualitat)
- Serioses (2017-actualitat)
- Memento (2017-actualitat)
- 5 songs (2017-actualitat)
- Songhunter
- Casa Babylon (2017-actualitat)
- Beats per minut (2017-actualitat)
- Adolescents iCat (2018-actualitat)
- El fotimer (2021-actualitat)[10]
- Loft (2022-actualitat)

## Logotips
iCat bàsicament ha tingut el mateix logotip al llarg de la història, només modificat pels canvis de nom de l'emissora:

Des del 2006 fins al 2012
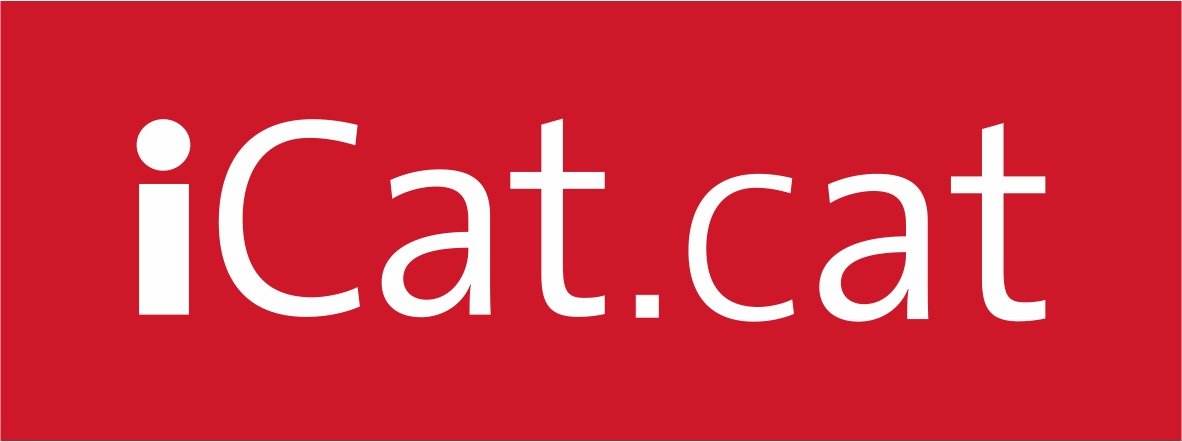
Des del 2012 fins al 2017
Des del 2017